# 支哈加寺
支哈加寺，位于中国青海省化隆县金源乡支哈加村，为第六批青海省文物保护单位，公布日期为1998年12月22日，类型为古建筑。
支哈加寺的历史年代为明。